# Idaea merklaria
Idaea merklaria är en fjärilsart som beskrevs av Charles Oberthür 1884. Idaea merklaria ingår i släktet Idaea och familjen mätare. Inga underarter finns listade i Catalogue of Life.